# Mathews naaktoogkaketoe
De Mathews naaktoogkaketoe (Cacatua sanguinea normantoni), is een vogel uit de orde der papegaaiachtigen en de familie der kaketoes. Hij is een ondersoort van de naaktoogkaketoe (Cacatua sanguinea).

## Uiterlijk
Deze ondersoort heeft een iets donkerdere zalmroze vlek tussen de ogen en snavel snavel dan het geval is bij de nominaatvorm. Verder is deze ondersoort met een lengte van 34 tot 37 cm ook iets kleiner van stuk. De naakte oogrand en de kale plek onder de ogen is grijs-blauw gekleurd. Het verenkleed is verder in zijn geheel wit evenals de kleine kuif. De krachtige snavel is lichtgrijs van kleur, de poten zijn grijs.

## Leefgebied
Deze kaketoesoort komt voor op het Kaap York-schiereiland in het noorden van Queensland. De vogel is te vinden in graslandschappen, bossen, mangroves en gecultiveerd gebied.

## Voedsel
Het meeste van zijn voedsel zoekt de vogel op de grond. Het overwegend vegetarische menu bestaat uit zaden, bessen, vruchten, wortels, noten aangevuld met insecten en larven. Op zoek naar voedsel graven de vogels gaten. Ook landbouwgewassen zoals rijst en gierst worden gegeten.

## Voortplanting
Het vrouwtje legt meestal tussen de 2 tot 4 eieren in een boomholte. De eieren worden door zowel het mannetje als vrouwtje uitgebroed. Na ongeveer 25 dagen komen de eieren uit. De jongen vliegen vervolgens na 8 weken uit.